# Département Simplon
Das Département du Simplon ist ein ehemaliges Verwaltungsgebiet des ersten französischen Kaiserreichs, als Napoléon Bonaparte auch die Schweiz seinem Imperium einverleibte. Es bestand von 1810 bis 1813 und entsprach dem Gebiet des heutigen Schweizer Kantons Wallis. Sein Name ist abgeleitet vom Simplonpass.

## Geschichte

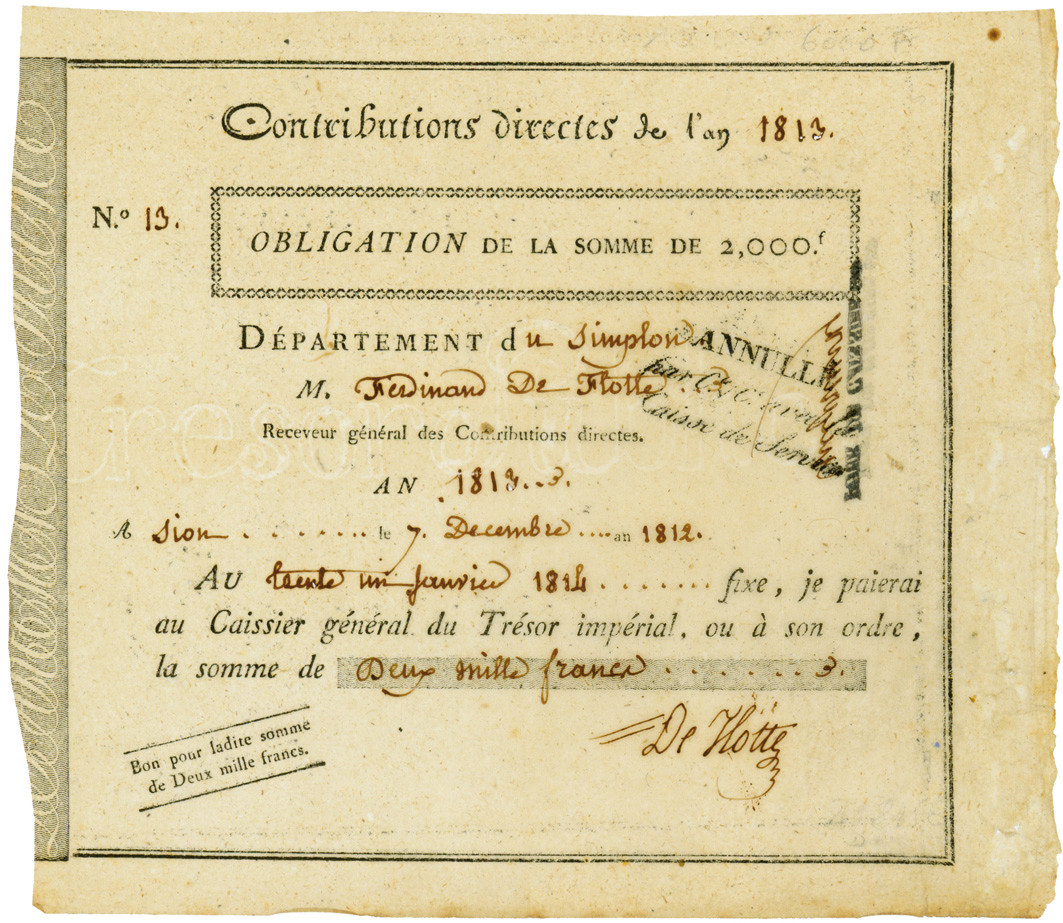
Obligation des Département du Simplon vom 7. Dezember 1812; vermutlich die älteste Schweizer Obligation

Nach der Besetzung des Wallis 1799 durch die französischen Revolutionstruppen wurde das Gebiet als Kanton der Helvetischen Republik zugeordnet. Am 25. Juli 1802 erklärte sich die Republik Wallis (République rhodanienne) unter französischem, italienischem und helvetischem Schutz für unabhängig, nachdem Frankreich auf die zunächst geplante Annexion verzichtet hatte.
Am 12. November 1810 unterzeichnete Napoleon I. ein Dekret zur Annexion der Republik Wallis, worauf General César Berthier am 14. November 1810 die Regierungsgewalt in Sitten übernahm und das Wallis als Département du Simplon dem französischen Kaiserreich einverleibte. Ausschlaggebend für die Annexion war die Sicherung des strategisch wichtigen Simplonpasses und damit einer Verbindung nach Oberitalien.
Präfekt des Departements wurde am 16. Januar 1811 Claude-Joseph-Parfait Derville-Maléchard, der schon ab 1806 französischer Resident in Sitten war. Auf seinen Vorschlag wurde das Departement in drei Arrondissements mit insgesamt dreizehn Kantonen eingeteilt. Im April 1813 wurde Claude-Philibert Barthelot de Rambuteau Nachfolger von Derville-Maléchard als Präfekt.
Rambuteau flüchtete am 26. Dezember 1813 aus dem Wallis, drei Tage vor dem Einmarsch eines österreichischen Regiments in Saint-Maurice am 29. Dezember 1813. 1815 folgt das Wallis der Empfehlung des Wiener Kongresses, der Schweizer Eidgenossenschaft beizutreten.

## Verwaltungsgliederung
Das Département du Simplon war in drei Arrondissements mit 13 Kantonen und 96 Gemeinden aufgeteilt:
- Arrondissement Brigue mit den Kantonen Brigue (Brig), Conches (Goms), Mœrel (Mörel), Raronge (Raron) und Viège (Visp)
- Arrondissement Sion mit den Kantonen Hérémence,  Loèche (Leuk), Sierre (Siders) und Sion (Sitten)
- Arrondissement Saint-Maurice mit den Kantonen Entremont, Martigny, Monthey und Saint-Maurice.